# INAP
Intelligent Network Application Part (INAP) este un protocol de semnalizare folosit în cadrul arhitecturii intelligent network. Este o componentă a suitei de protocoale SS7, de obicei situat deasupra protocolului TCAP.
ITU definește mai multe „nivele de capabilități” pentru acest protocol, care încep cu Capability Set 1 (CS-1).
O aplicație tipică pentru IN este serviciu de translație a numerelor. De exemplu, în Marea Britanie, numerele 0800 sunt numere gratuite care sunt translatate către numere geografice prin intermediul unei platforme IN. Centrala telefonică decodează numărul 0800 către un declanșator IN și centrala se conectează la IN.
Centrala telefonică folosește TCAP, SCCP și INAP iar termenul IN este un Service Switching Point. Transmite un mesaj INAP Initial Detection Point (IDP) către Service Control Point. SCP întoarce un mesaj INAP Connect, care conține numărul geografic unde trebui forwardat apelul.
Mesajele INAP sunt definite folosind codarea ASN.1. Protocolul SCCP este folosit pentru rutare, iar TCAP este utilizat pentru a separa tranzacțiile.